# Seymour Cray

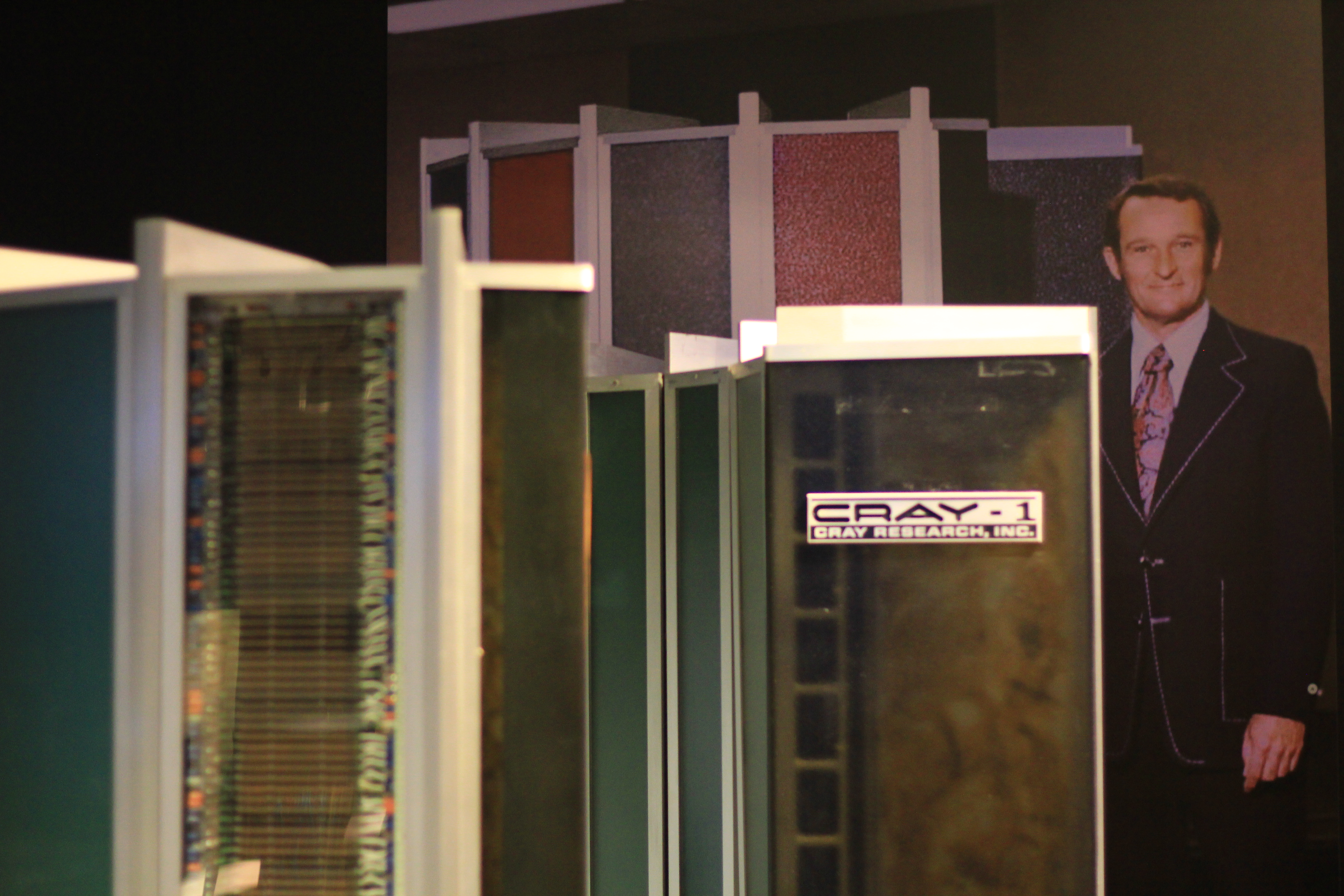
Seymour Cray

Seymour Roger Cray (28. září 1925 Chippewa Falls, Wisconsin — 5. října 1996 Colorado Springs, Colorado) byl americký elektrotechnický inženýr a architekt superpočítačů. Zkonstruoval řadu superpočítačů, které dominovaly žebříčku nejvýkonnějších počítačů po několik dekád. Zároveň byl zakladatelem společnosti Cray Research, která se stavbou těchto strojů zabývala. Bývá nazýván otcem superpočítačů.

## Život
Vystudoval elektrotechniku na univerzitě v Minnesotě, v roce 1950 zde získal bakalářský titul. Začínal ve firmě Engineering Research Associates, později pracoval ve firmě Control Data. Jeho počítač CDC 6600 z roku 1964 byl prvním, který získal označení superpočítač. Svou vlastní firmu Cray Research založil v roce 1972. První její počítač se jmenoval Cray-1 a zvládal 240 milionů výpočtů za sekundu. Ve vedení firmy skončil roku 1981, ale na vývoji počítačů pracoval dál. Byl vynálezcem multiprocesingu. Stroj Cray Y-MP z roku 1988 byl již schopen 2,67 miliardy výpočtů za vteřinu. Přesto vývoj počítačů šel jiným směrem, superpočítače se staly příliš drahé a nepraktické, velkou konkurencí se stal také nástup mikroprocesorů a Crayova firmu musela roku 1995 vyhlásit bankrot. Rok poté Cray zemřel při automobilové nehodě.